# 世界 (パフォーマー)
世界（せかい、1991年2月21日 - ）は、日本のダンサー。EXILE、FANTASTICS from EXILE TRIBEのメンバー。神奈川県三浦郡葉山町出身。身長175cm。血液型B型。本名、山本 世界（やまもと せかい）。

## 略歴
母親がダンス教室を経営していた影響で2歳からダンスを始める。小学4年から中学1年まで、劇団四季の舞台『ライオン・キング』でヤングシンバ役を務めていた。
横須賀市立横須賀総合高等学校を卒業。
2010年、ニューヨークで行われたダンスの大会「STEP YA GAME UP 2010」でTOP4となる。
2012年、「STEP YA GAME UP 2012」のHIP HOP部門で優勝。
2014年4月27日、「EXILE PERFORMER BATTLE AUDITION」で合格しEXILEに加入。同年、ダンスチームXXIV CLANを結成。
2016年12月29日、FANTASTICSを結成。

## 人物
- 一人っ子である[7]。母親は宝塚歌劇団で活動していた[4]。
- EXILE加入から2年半は、同時に加入したメンバーの佐藤大樹と二人暮らしをしていた[8]。
- 2019年7月5日、前日に行われた『BATTLE OF TOKYO 〜ENTER THE Jr.EXILE〜』の公演中に中足骨を骨折したと発表。同ライブの残り3公演は不参加だった[9]。
- 2023年と2024年はEXILEの活動に参加しておらず[10][11][12][13]、『EXILE LIVE 2023 in TAIPEI』も不参加だった。理由は不明[14]。
- 『EXILE LIVE TOUR 2025 "WHAT IS EXILE"』の静岡2公演は不参加だった。理由は不明[15]。

## 参加グループ
- EXILE（2014年4月27日 - ）
- FTHEB（2014年 - ）[16]
- FANTASTICS from EXILE TRIBE（2017年 - ）

## 出演

### 舞台
- 劇団四季 ライオン・キング（2001年 - 2003年） - ヤングシンバ 役
- DANCE EARTH ～生命の鼓動～（2013年）
- イマーシブシアター「『サクラヒメ』～『桜姫東文章』より～」（2020年1月 - 2月） - 義賊 役[17]
- BOOK ACT 2023 NEW YEAR SPECIAL「中務裕太のマルチダンス ～多次元裕太をお見せします2023～」（2023年1月）[18]
- 「ヒプノシスマイク -Division Rap Battle-」Rule the Stage《MAD TRIGGER CREW & どついたれ本舗 feat. 道頓堀ダイバーズ》（2025年4月 - 5月） - 寶井灯依里 役[19]

### テレビドラマ
- ナイトヒーロー NAOTO 第3話（2016年4月、テレビ東京）- エンディングダンス[20]
- 仮面ライダーガヴ 第44話（2025年7月20日、テレビ朝日） - カリエス 役

### テレビ番組
- いいコト! 見たい! 知りたい! 出かけたい!（2020年、岩手朝日テレビ）[21]
- リトステ!～Lit STEP～（2022年7月 - テレビ神奈川）[22]

### 配信番組
- DANCER'S PRIDE（2016年12月25日 - 2017年2月2日、AbemaTV）[23][24]
- おねだり！声優フェス（2022年7月13日 - 、YouTube）- サブMC[25]

### 映画
- 仮面ライダーガヴ お菓子の家の侵略者（2025年7月25日） - カリエス 役[26][27]

### テレビアニメ
- 遊☆戯☆王ゴーラッシュ!! 第36話（2022年、ザ☆イエティ雪男[28]）
- とあるおっさんのVRMMO活動記 第6話（2023年、グリーン[29]）
- ヴァンパイア男子寮 第9話、第10話（2024年[30]）
- Aランクパーティを離脱した俺は、元教え子たちと迷宮深部を目指す。（2025年、バリー[31]）

### 劇場アニメ
- 劇場版 転生したらスライムだった件 紅蓮の絆編（2022年） - フジ[32]
- 劇場版シティーハンター 天使の涙（2023年） - モヒカンの容疑者[33]

### ラジオ
- 和田昌之と尾崎由香のWADAX Radio（2022年9月 - 、文化放送　超！A&G） - セミレギュラー [34]

### CM
- ABC-MART（2014年）[35]
- サントリー「ザ・モルツ」（2016年）[36]

### ライブ
- ミリアム・ヨン World Tour Live Hong Kong "Ladies&Gentlemen"（2010年）
- 三浦大知 "DAICHI MIURA LIVE TOUR 2011 ～Synesthesia～"（2011年）
- ケツメイシ "あれっ? このおじさん達見たことある! そうです! 下のほうでFes2011 テッテレー♪"（2011年）
- ケツメイシ "闇から光へ尿意ドーン! ケツメイシTOUR 2013 ～エッ? 追加公演? いつやるの? …今でしょ!"（2013年）

### ミュージックビデオ
- 清水翔太「マダオワラナイ」（2011年）
- 三浦大知「SHOUT IT -LIVE EDITION-」（2011年）
- EXILE SHOKICHI「IGNITION」（2015年） - XXIV CLANとして出演 [37]
- GENERATIONS from EXILE TRIBE「AGEHA」（2016年）
- iScream「つつみ込むように…」-TRIBE WITH THE RHYTHM Ver.-（2022年）[38]

### ゲーム
- 仮面ライダーバトル ガンバレジェンズ（2025年8月11日、アーケード） - 仮面ライダーカリエス 役[39]

### 玩具
- 仮面ライダーガヴ DX変身ベルトブリードガヴ&テラーゴチゾウセット（2026年1月）

## 書籍

### 連載
- アキバ総研『EXILE/FANTASTICS世界が語るアニメの世界』（2023年4月 - 2024年8月）[40]
- PASH!『少年セカイのススメエンタメ道』（2023年5月 - ）[41]

## プロデュース
- EXILE「STEP UP」 (Lyric Video)（2018年）[42]
- 漫画「ラビットムーン」企画協力（2025年）[43]